# Monte Porzio Catone
Monte Porzio Catone és un municipi italià, situat a la regió de Laci i a la ciutat metropolitana de Roma Capital. L'any 2010 tenia 9.005 habitants. Limita amb els municipis de Frascati, Grottaferrata, Monte Compatri, Roma i Rocca Priora.
La ciutat està situada sobre un turó que forma part dels castells romans, amb l'església al centre. És força coneguda la Piazza Borghese (el nom de la qual deriva del Palazzo Borghese, que es troba a un dels seus costats). Des de molts punts d'aquest municipi es poden veure vistes úniques de la ciutat de Roma, però la millor part es troba enfront de la ciutat en la direcció a Tusculum, on hi ha la creu. En el seu territori hi ha moltes mansions: la més important és Vila Mondragone, ara centre de conferències de la Universitat de Roma "Tor Vergata".
Amb l'obertura del jaciment de Barco Borghese s'ha completat la construcció de museus, com el Museu de la Ciutat i el Museu de Difusió del Vi.

## Geografia
La ciutat es troba en una zona muntanyosa, formant un petit con al costat del Vulcano Laziale on es van formar tots els Castelli Romani; des de la seva posició domina la perifèria sud i est de Roma. El territori és força muntanyenc, amb boscos de castanyers plantats al segle xviii, substituint així als antics boscos de roure.
El poble està situat a la part alta d'un bloc de material de toba, però tot el territori es decanta d'un costat cap a la planura de l'altre costat vers Monte Tuscolo. Part del territori està comprès en els límits del Parc Regional dels Castells Romans.

## Història
En la butlla papal de 1074 feta pel Papa Gregori VII a favor del monestir de San Paulo fora dels murs s'informa, entre altres possessions, d'aquest monestir, Monte Porculi. A la Crònica del Monestir Cassinense de R. Muratori fa referència a una església de Sant'Antonino in Monte Porculo territorio tuscolano. Els termes Mons Porculi o Porculus foren utilitzats en el segle xi com a corrupció de Mons Porcii, en referència a la família de Cató, propietaris d'una vila romana construïda en aquest lloc.
A la Crònica de Sicardo de Cremona es mostra la ubicació de la batalla de Prata Porci (1167) entre els romans i tusculans units als alemanys de l'Emperador com apud Montem Portium. El 1666 el príncep Giovan Battista Borghese, senyor de les terres de Monte Porzio, va reconstruir els fonaments de l'església dedicada a sant Gregori Magne en honor del papa Gregori XIII. En 1849 Monte Porzio tenia 1.180 habitants.

## Administració
| Període | Identitat    | Partit        |
| ------- | ------------ | ------------- |
| 2009-   | Luciano Gori | Llista Cívica |

## Llocs d'interès
- L'església de Sant Gregori Magne, coneguda com la Catedral de Monte Porzio, construïda per Carlo Rinaldi el 1666 per encàrrec d'un príncep de la família Borghese;
- L'antiga ciutat de Túsculum ;
- L'Observatori Astronòmic de Monte Porzio Catone, dissenyat e 1939 i acabat el 1965, s'alça sobre les ruïnes de la vila romana de Matidia, parent proper de l'emperador Hadrià (segle I dC). Va ser escenari de la pel·lícula infantil Panisperna, els protagonistes de la qual van ser Enrico Fermi i Ettore Majorana.
- L'Ermita Tuscolana Camaldoli, fundada el 1607 per la Congregació dels Ermitans de Muntanya Corona Camaldolesi.
- El Parc de Gramsci.
- Villa Parisi
- Villa Vecchia
- Vila Mondragone

## Galeria d'imatges

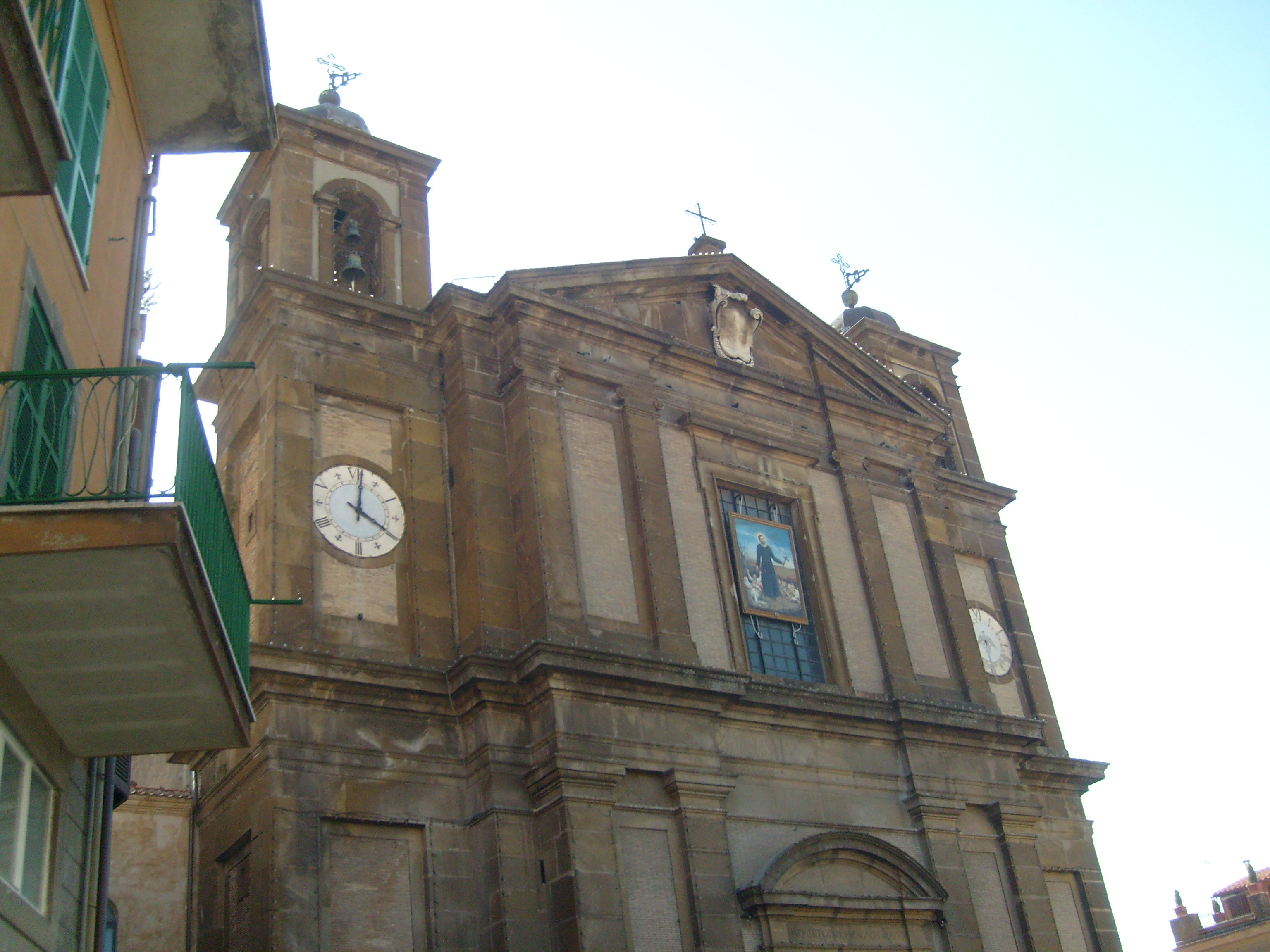
San Gregorio Magno
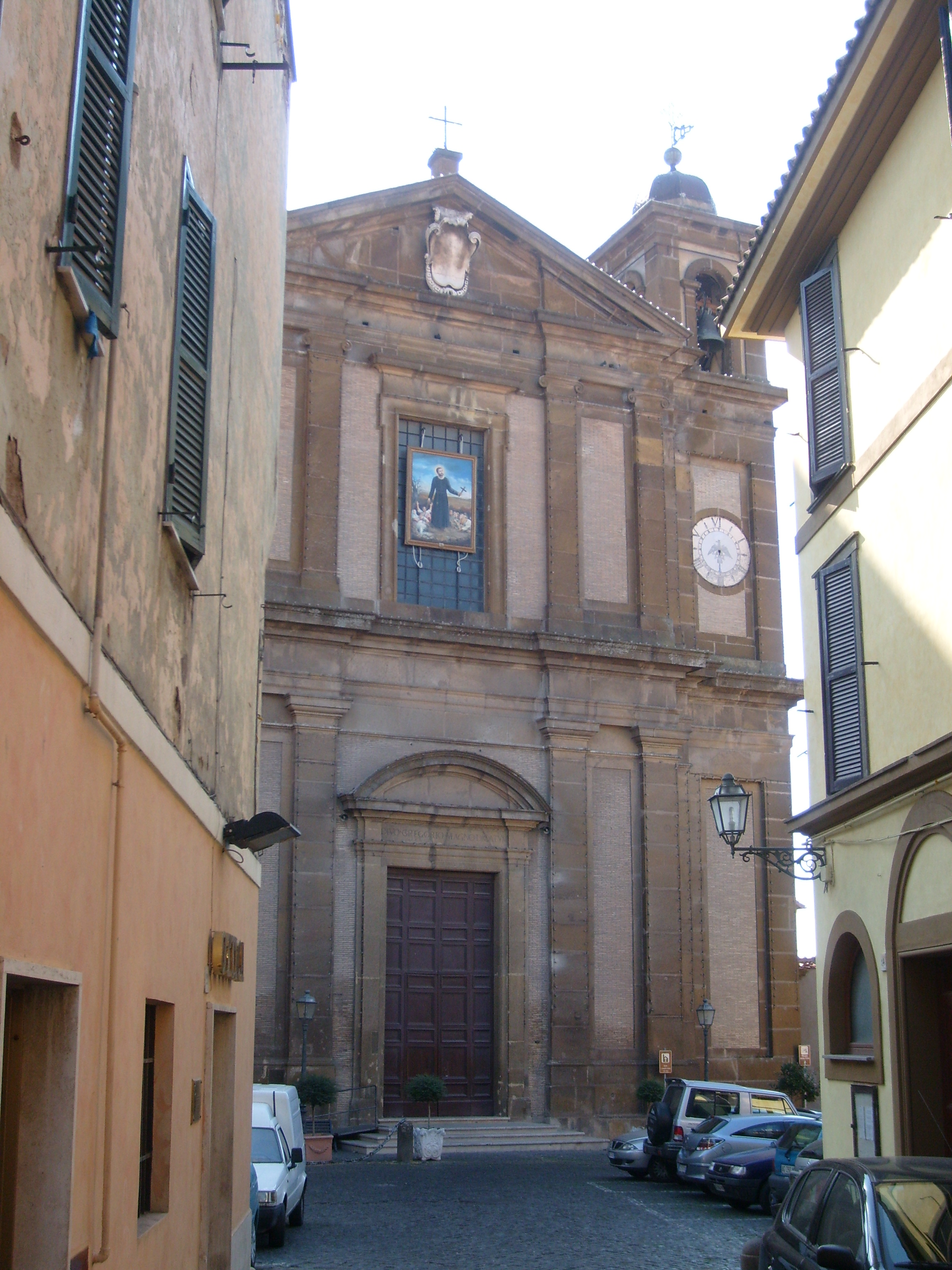
Duomo di San Gregorio Magno
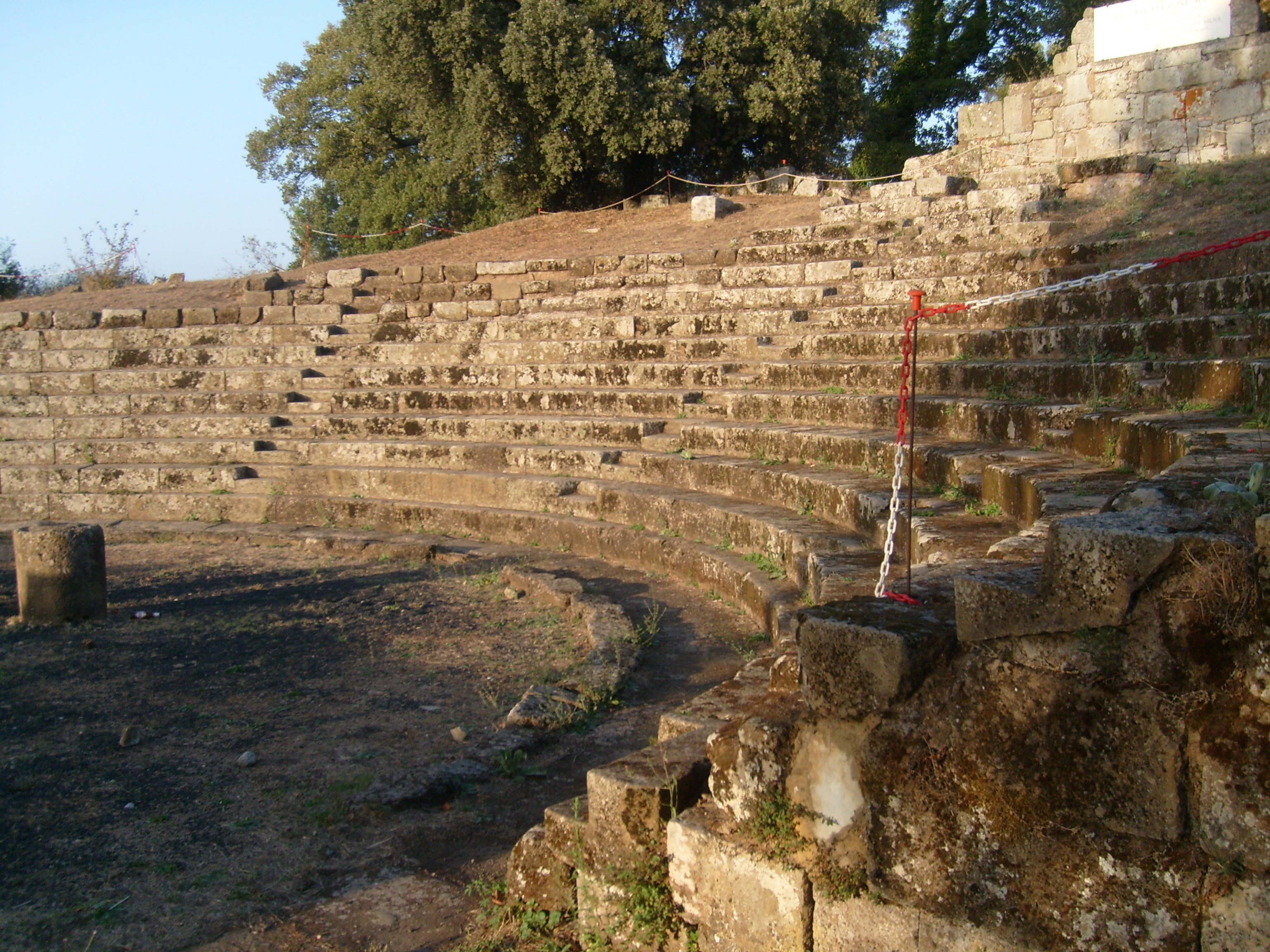
Anfiteatre del Tuscolo
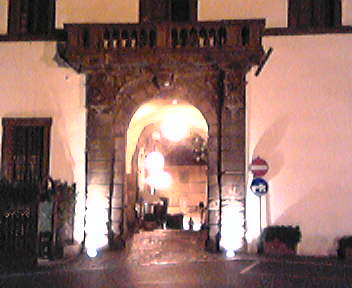
For de porta
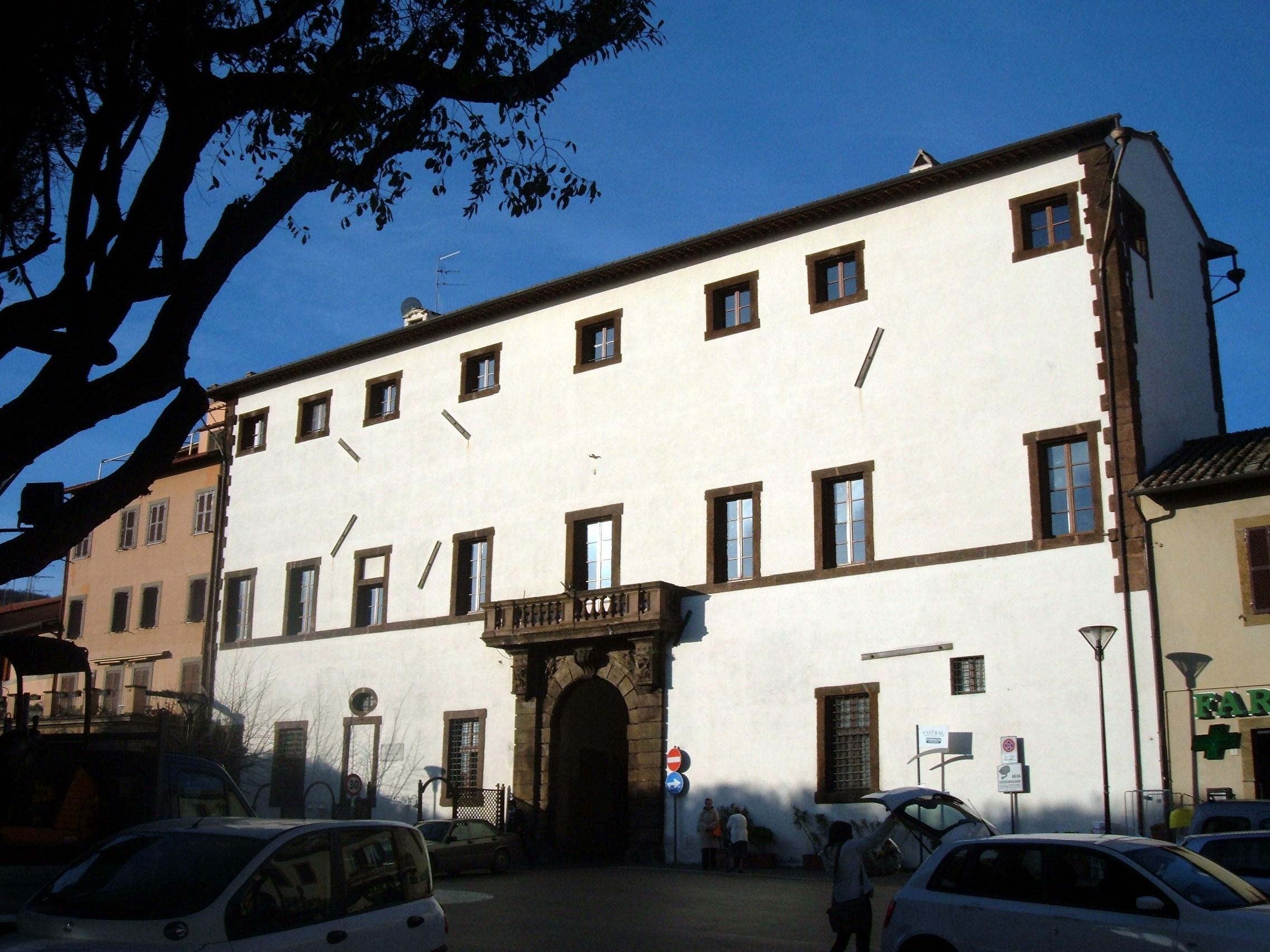
Palazzo Borghese
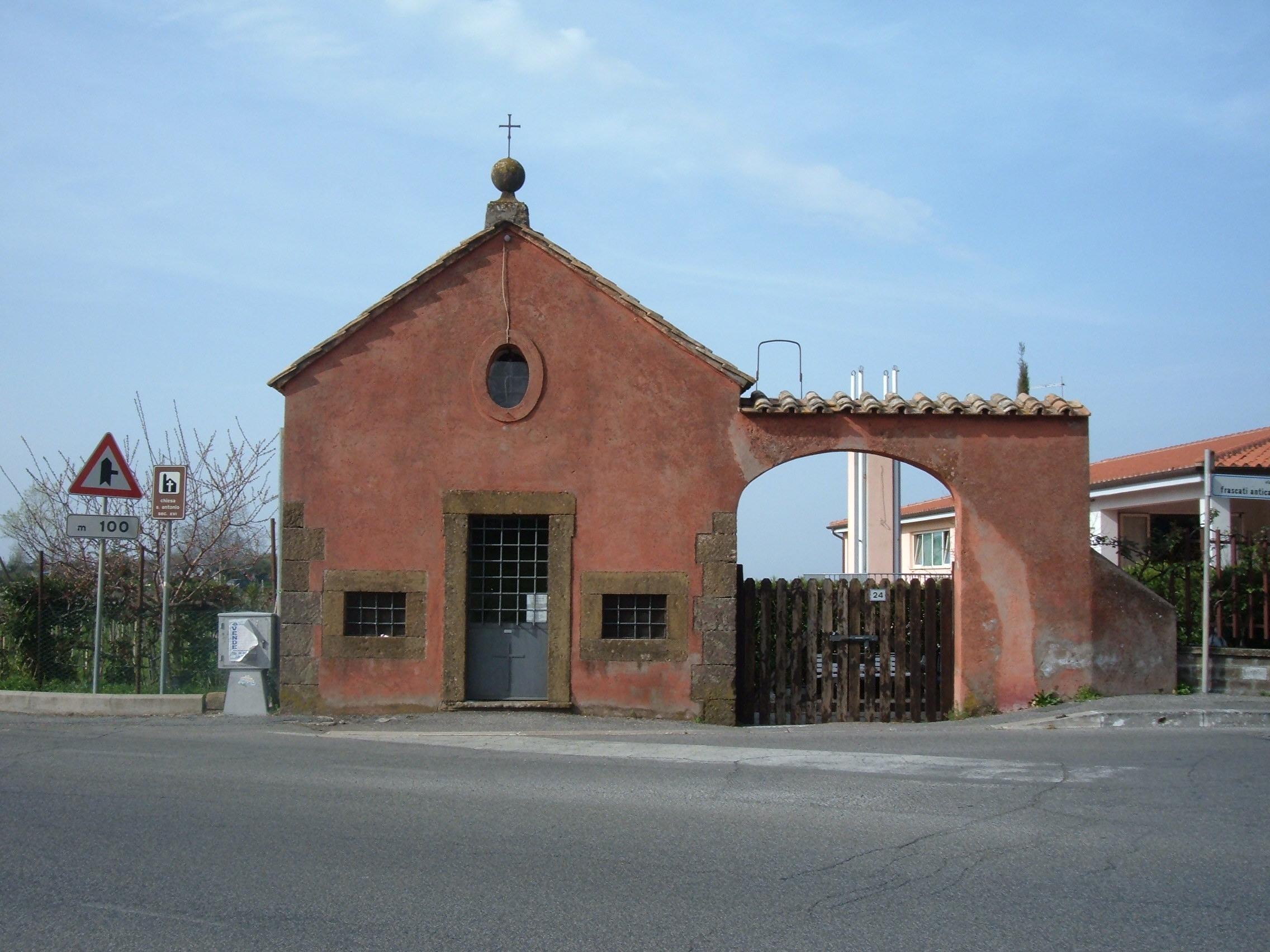
Capella de Sant'Antonio

## Agermanaments
- Sant Miquèu de l'Observatòri